# Comune di Vaigat

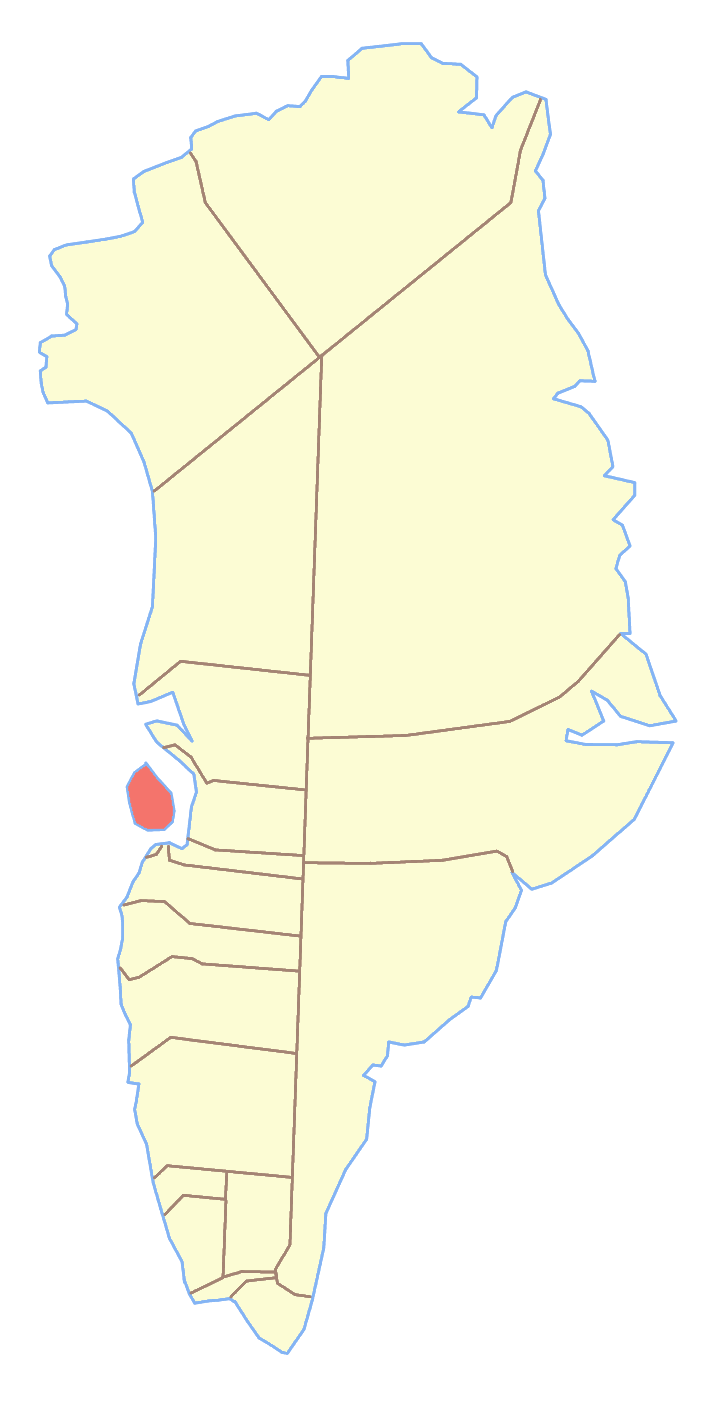
Il comune di Qeqertarsuaq nell'ambito della vecchia suddivisione

Il Comune di Vaigat fu un comune della Groenlandia dal 1950 al 1972. La sua popolazione era di 1 037 abitanti (1970); si trovava nella contea di Kitaa (Groenlandia Occidentale) e il suo capoluogo era Qullissat, oggi disabitato.
Il comune fu istituito il 18 novembre 1950, e cessò poi di esistere nel 1972: il comune fu assorbito da quello di Qeqertarsuaq, che a sua volta è oggi estinto, essendosi unito nel 2009 con altri 7 comuni a formare quello di Qaasuitsup, soppresso il 1º gennaio 2018 e suddiviso nei due nuovi comuni di Avannaata e Qeqertalik.